# Wilhelm Steinitz
Wilhelm Steinitz, avstrijsko-ameriški šahist judovskega rodu, * 17. maj 1836, Praga, Češka (tedaj Avstrijsko cesarstvo), † 12. avgust 1900, New York, ZDA.
Steinitz je bil rojen kot trinajsti otrok v številni nemško govoreči družini judovskega rodu v Pragi. Točen datum njegovega rojstva ni znan. Za uraden datum velja 17. maj 1836, vendar Hermann Neustadtl, ki je raziskoval njegovo biografijo trdi, da je bil rojen tri dni pred uradno priznanim datumom, torej 14. maja 1836. Steinitz je pričel igrati šah leta 1848, vendar se je resneje z njim ukvarjal šele kasneje, leta 1865 po prihodu na Dunaj, kjer je moral zaradi skromnega finančnega stanja in zdravja zapustiti študij matematike. Po dunajskih kavarnah je s svojimi nasprotniki po navadi igral slepe šahovske partije, medtem ko je kartal. Pri 26. letih je bil že dunajski šahovski prvak in profesionalni šahist.
Steinitz je bil prvi uradni šahovski svetovni prvak. Velja za enega izmed pionirjev pozicijske igre. Njegove zamisli in teorije so močno vplivale na ostale šahiste, predvsem na pozicijske igralce, kot so bili: Tarrasch, Nimzowitsch, Vidmar, Petrosjan in drugi. Zanimivo je, da je Steinitz kljub pozicijski igri, ki danes slovi kot igra za remi, statistično največji borec med vsemi šahovskimi svetovnimi prvaki. Tako je daleč pred Laskerjem, Fischerjem in Aljehinom, prvak z najmanj remiji v svoji šahovski karieri.
S svojim sistematičnim in znanstvenim pristopom k šahu je Steinitz strmo napredoval, vendar so bile takrat nagrade takrat zelo skromne zato je živel v večni finančni stiski. Po osvojitvi šahovskega naslova na Dunaju je za nagrado prejel suknjič. Za osvojeno 6. mesto na njegovem prvem mednarodnem turnirju v Londonu leta 1862 je prejel skromnih 5 funtov. V naslednjih letih je igral na turnirjih, kjer so sodelovali najmočnejši šahisti tistega časa: Blackburne, Anderssen, Paulsen, Bird, Zukertort, Winawer, Gunsberg, Čigorin, ...  in le redko zgrešil prva mesta.
Leta 1866 je v dvoboju premagal do takrat najmočnejšega šahista Adolfa Anderssena. Za to priložnost so prvič v zgodovini šaha pričeli uporabljati šahovsko uro. Uporabljena je bila steklena peščena ura. Časovna kontrola je bila 20 potez v 2. urah. Za zmago je prejel nagrado 100 paundov. Dvojno šahovsko uro so prvič uporabili na turnirju v Londonu leta 1883, kjer je Steinitz zasedel drugo mesto za Zukertortom.
V teh letih pa je Steinitz tudi veliko prispeval k šahovski publicistiki in izobraževanju, tako je leta 1876 urejeval šahovski članek v londonskem časopisu »Figaro«. Od septembra 1873 do leta 1882 je bil reden kolumnist angleške publikacije »The Field«. O šahu je predaval na Cambridgeu in eden od njegovih študentov je bil tudi oče Winstona Churchilla. Sodeloval je pri organiziranju šahovskih turnirjev Cambridge-Oxford, ki so se začeli leta 1873 in se prirejajo še danes. Od januarja 1885 do decembra 1891 je  urejeval publikacijo »The International Chess Magazine«, pisal je tudi šahovske članke za »The New York Tribune« in »The New York Herald«. Marca 1889 je napisal knjigo »Modern Chess Instructor« in organiziral 6. šahovski kongres v New Yorku. Preostanek leta se je ukvarjal s pisanjem knjige o tem turnirju, kjer je napisal opombe za vsako od 432. iger.
11. januarja 1886 se je v New Yorku pričelo prvo uradno šahovsko svetovno prvenstvo med Wilhelmom Steinitzom in Johannesom Zukertortom. Pri tem zgodovinskem dogodku je bilo prisotnih manj kot 40 gledalcev. Steinitzeva hči je pred vhodom delila vabila in prodajala fotografije, da bi družina zaslužila kakšen dolar. Steinitz svoji hčeri ni mogel kupiti niti zimskega plašča.
Steinitz in Zukertort sta se dogovorila za dvoboj v New Yorku, St. Louisu in New Orleansu. Ob tej priložnosti so bile prvič v zgodovini uporabljene demonstracijske šahovske table. Po katastrofalnih začetnih igrah Steinitza je Zukertort povedel s 4:1. V St. Louisu pa je Steinitz izenačil in v New Orleansu z uravnoteženo strateško igro končno gladko zmagal z rezultatom 10:5. Tako je Steinitz postal prvi uradni šahovski svetovni prvak in je naslov svetovnega prvaka obdržal do leta 1894.
Newyorška policija je Steinitza leta 1891 zaprla, kot vojaškega vohuna, ker je s Čigorinom po teleprinterju igral dopisno šahovsko partijo. Kmalu so ugotovili, da je bil nedolžen in ga izpustili. Naslov svetovnega prvaka je obranil trikrat. Prvič leta 1889 proti Čigorinu, drugič leta 1891 proti Gunsbergu in tretjič z veliko šahovske sreče leta 1892 zopet proti Čigorinu. Vendar pa te sreče ni imel v življenju. 56 letnemu Steinitzu sta istega leta umrli njegova žena in 18 letna hči.
Naslov je izgubil proti Laskerju leta 1894 z rezultatom +10 -5 =4. Dve leti kasneje mu naslova svetovnega šahovskega prvaka ni več uspelo povrniti v povratnem dvoboju z Laskerjem ...
Njegovo duševno stanje se je bilo vse slabše. Tudi uspehi na turnirjih so bili vedno bolj redki. Doživljal je živčne zlome in blodnje o njegovem oddajanju električne energije, s katero naj bi premikal šahovske figure, so bile vse pogostejše. Prepričan je bil, da je tako v šahu premagal samega boga. V zadnjem obdobju njegovega življenja je bil zaprt v različnih umobolnicah. Zadnja tri leta je Steinitz prebil v hudi revščini in duševni stiski. 12. avgusta leta 1900 je za posledicami kapi popolnoma obubožan umrl. Pokopali so ga v ožjem krogu prijateljev in sorodnikov na pokopališču Evergreen v Brooklynu.